# Yulian Michaux
Yulian Aleksandrovich Michaux (in russo Юлиан Александрович Мишо?, Julian Aleksandrovič Mišo; Varsavia, 1868 – Varsavia, 11 dicembre 1925) è stato uno schermidore russo.
Partecipò ai Giochi della II Olimpiade che si svolsero a Parigi nel 1900. Prese parte alla gara di sciabola per maestri, in cui ottenne il quinto posto.